# A Beautiful Lie
A Beautiful Lie è il secondo album in studio del gruppo musicale statunitense Thirty Seconds to Mars, pubblicato il 16 agosto 2005 dalla Virgin Records.
L'album non segue le tonalità di quello precedente, lasciando spazio a suoni più sfumati e tematiche più personali e drammatiche. Il titolo è stato concepito dal frontman Jared Leto, il quale ha detto di essere affascinato dalla profonda contraddizione intrinseca della natura del mondo.
L'album ha venduto più di 4.000.000 di copie in tutto il mondo. Nell'agosto 2006 l'album è stato certificato disco d'oro dalla RIAA, per poi essere certificato disco di platino nel dicembre dello stesso anno sempre dalla RIAA per aver venduto oltre un milione di copie.

## Registrazione
(Jared Leto, 2008)
A Beautiful Lie fu registrato in cinque diversi studi in tre continenti in un periodo di tre anni dovuto agli impegni cinematografici di Jared Leto. La traccia titolo dell'album, così come tre altre canzoni, fu composta a Città del Capo in Sudafrica dove Leto concepì il titolo dell'album. Prima di questo, l'album sarebbe stato pubblicato sotto il titolo di The Battle of One.

## Stile musicale
A Beautiful Lie è stato accostato dalla critica musicale principalmente a generi come rock ed emo. Lo stile del disco si discosta sensibilmente da quello del precedente album della band, andando a toccare temi più riflessivi ed emotivi e avvicinandosi a uno stile più mainstream, avvicinandosi all'arena rock. Tuttavia rimangono le influenze nu metal di 30 Seconds to Mars in alcuni brani e forti attitudini all'hard rock.

## Pubblicazione
Visto che A Beautiful Lie venne messo in rete cinque mesi prima della sua uscita ufficiale, il gruppo decise di includere due tracce aggiuntive: Battle of One (brano inizialmente deciso come traccia titolo dell'album) e Hunter (una cover di Björk). Per promuovere meglio l'album, sono stati inseriti dei "golden passes" in un certo numero di copie, che garantiscono ai loro possessori l'accesso gratis ai concerti dei Thirty Seconds to Mars e l'accesso al backstage.

### Ristampe
Il 21 novembre 2006 venne pubblicata l'edizione deluxe dell'album, la quale contiene la bonus track The Kill (Rebirth), ovvero una re-incisione di The Kill, e un DVD che rappresenta la loro vittoria agli MTV Video Music Awards, i making of dei videoclip per i singoli estratti dall'album ed alcuni concerti di MTV 2 registrati durante il Welcome to the Universe Tour. Di fronte alla produzione dell'edizione deluxe, il gruppo richiese i nomi dei membri del fan club Echelon per poterli ringraziare per il loro appoggio; di conseguenza, la cover interiore dell'edizione presenta un vasto elenco di nomi. Inoltre, la copertina di questa versione contiene un'immagine olografica: la "Mithra" ed i "Trinity".
Una ristampa dell'edizione deluxe fu pubblicata il 26 novembre 2007, come anticipazione del singolo A Beautiful Lie. Questa edizione, oltre alle tracce della precedente, contiene anche una versione acustica di A Beautiful Lie registrata al NRJ. Il DVD differisce da quello precedente, e sono presenti brani eseguiti dal vivo a MTV 2. Si divide in due capitoli; il primo, intitolato Initium, contiene i video e le dietro le quinte di From Yesterday e The Kill, ed un'intervista al gruppo. Assente nel DVD, ma presente nel booklet, c'è il dietro le quinte di A Beautiful Lie. Il secondo capitolo, "MTV2's All That Rocks", contiene Attack, The Kill e The Fantasy registrate dal vivo al CBGB.
Nel corso del 2007 l'edizione regolare dell'album fu pubblicato anche in Europa e segue il loro esteso tour europeo. Grazie al tour, il gruppo riuscì ad affermarsi al pubblico europeo, riuscendo a registrare il tutto esaurito nei concerti, fino ad arrivare a conquistare il disco di platino nel Regno Unito e in Italia. Sempre nello stesso anno, in Irlanda, è stata pubblicata un'ulteriore versione del disco, contenente The Kill (Rebirth) e una versione acustica di A Beautiful Lie registrata in una sessione radiofonica.

## Tracce

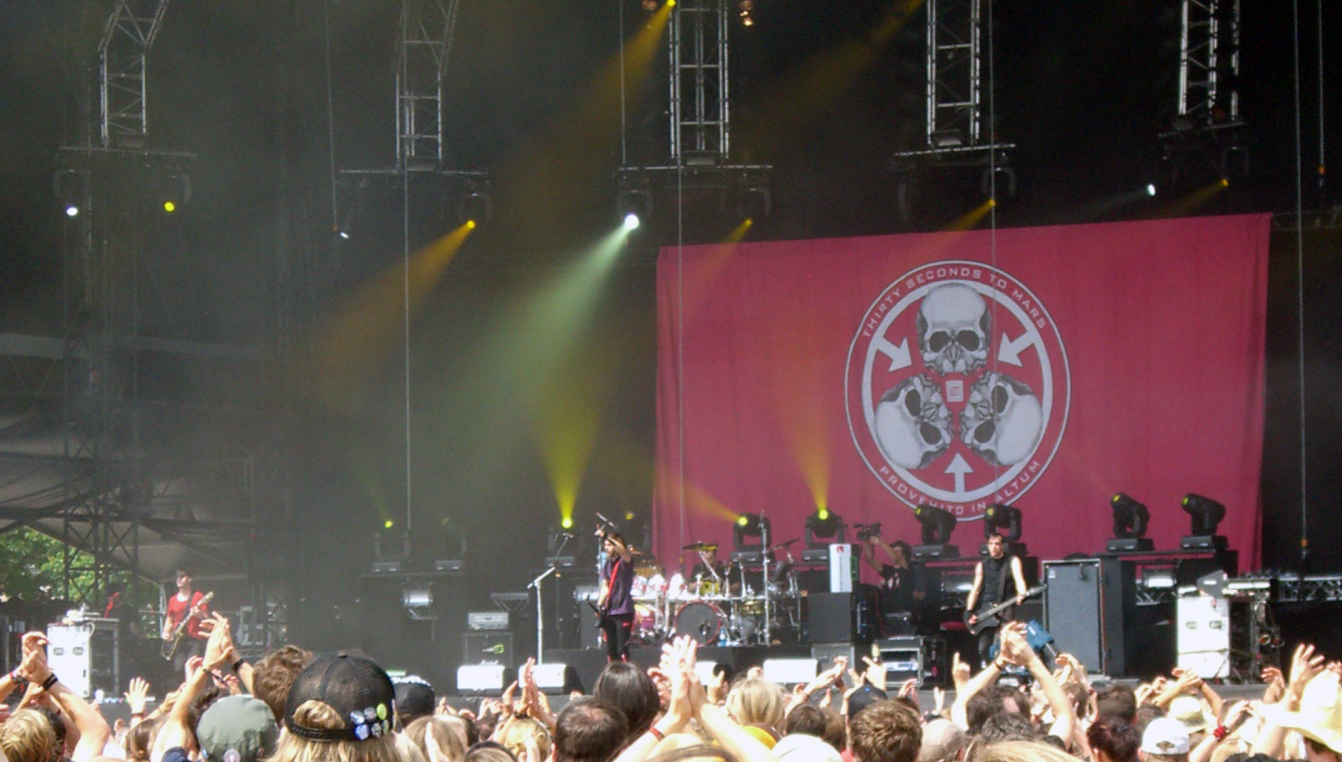
I Thirty Seconds to Mars durante il tour di supporto all'album

Testi e musiche di Jared Leto, eccetto dove indicato.
1. Attack – 3:09
2. A Beautiful Lie – 4:04
3. The Kill – 3:51
4. Was It a Dream? – 4:15
5. The Fantasy – 4:29
6. Savior – 3:23 (Jared Leto, Shannon Leto, Tomo Miličević, Matt Wachter)
7. From Yesterday – 4:05 (Jared Leto, Shannon Leto, Tomo Miličević, Matt Wachter)
8. The Story – 3:53
9. R-Evolve – 3:58
10. A Modern Myth – 14:10 – include la traccia fantasma Praying for a Riot

Tracce bonus nelle edizioni australiana, europea, giapponese e deluxe
1. Battle of One – 2:47 (Jared Leto, Shannon Leto, Tomo Miličević, Matt Wachter)
2. Hunter – 3:54 (Björk) – originariamente interpretata da Björk

Traccia bonus nelle edizioni australiana e giapponese
1. Was It a Dream? (Acoustic) – 4:26

Tracce bonus nell'edizione brasiliana
1. The Kill (Rebirth) – 3:59
2. The Kill (feat. Pitty) (Acoustic) – 3:45

Tracce bonus nell'edizione irlandese
1. The Kill (Rebirth) – 3:59
2. A Beautiful Lie (Acoustic) – 3:40

Traccia bonus nell'edizione di iTunes
1. Attack (Live) – 5:03

### Deluxe Edition
DVD bonus
1. The Kill
2. The Making of The Kill
3. The International Music Feed Interview
4. Attack (MTV2's Greatest Moments 2006)
5. The Kill (MTV2's Greatest Moments 2006)
6. The Fantasy (Fan-generated take)
7. T-Minus Rock Interview
8. Red Carpet Arrival (MTV Video Music Awards)
9. MTV2 Award Acceptance Speech
10. MTV2 $2Bill Internet Promo
11. MTV2 $2Bill Pre-Sale Tour Promo
12. MTV2 $2Bill Ticket Sale Tour Promo

Traccia bonus nel CD
1. The Kill (Rebirth) – 3:59
2. A Beautiful Lie (Acoustic) – 3:40

DVD presente nella ristampa della Deluxe Edition
- Initium

1. The Kill
2. The Making of The Kill
3. From Yesterday
4. From Yesterday - Behind the Scenes
5. A Beautiful Lie - Behind the Scenes
6. The International Music Feed interview

- MTV2's All That Rocks

1. Attack (MTV2's Greatest Moments 2006)
2. The Kill (MTV2's Greatest Moments 2006)
3. The Fantasy (Fan-Generated Take)

## Formazione
Gruppo
- Jared Leto – voce, chitarra
- Tomo Miličević – chitarra, violino, tastiera, sintetizzatore, programmazione
- Matt Wachter – basso, tastiera, sintetizzatore
- Shannon Leto – batteria, percussioni

Altri musicisti
- Oliver Goldstein – sintetizzatore (tracce 1, 6 e 7)
- Matt Serletic – tastiera (traccia 3)
- Steve Dress – basso (traccia 10)
- Caroline Campbell, Neel Hammond – violini (traccia 10)
- Miguel Atwood-Ferguson – viola (traccia 10)
- Vanessa Freebairn-Smith – violoncello (traccia 10)

Produzione
- Josh Abraham, Thirty Seconds to Mars – produzione
- Tom Lord-Alge – missaggio (traccia 1)
- Femio Hernandez – assistenza missaggio (traccia 1)
- Brian Gardner – mastering presso i Bernie Grundam Mastering
- Irving Azoff Management – gestione
- Gary Stiffelman (Ziffren), Brittenham, Branca & Fischer – legali
- Dian Vaughn (Loring Ward) – gestione commercio
- John Marx, John Branigan (William Morris) – booking negli Stati Uniti d'America
- Mike Greek (Creative Artists Agency UK Ltd) – booking internazionale
- Sean Mosher-Smith, Thirty Seconds to Mars – direzione creativa e design
- Olaf Heine – fotografia

## Classifiche

### Classifiche settimanali
| Classifica (2006) | Posizione massima |
| ----------------- | ----------------- |
| Stati Uniti       | 36                |
| Classifica (2007) | Posizione massima |
| Australia         | 20                |
| Austria           | 10                |
| Belgio (Vallonia) | 96                |
| Finlandia         | 15                |
| Francia           | 87                |
| Germania          | 30                |
| Grecia            | 40                |
| Italia            | 11                |
| Messico           | 20                |
| Nuova Zelanda     | 20                |
| Paesi Bassi       | 31                |
| Portogallo        | 23                |
| Regno Unito       | 38                |
| Svizzera          | 49                |

### Classifiche di fine anno
| Classifica (2006)  | Posizione massima |
| ------------------ | ----------------- |
| Stati Uniti        | 184               |
| Classifica (2007)  | Posizione massima |
| Austria            | 72                |
| Italia             | 63                |
| Stati Uniti        | 84                |
| Stati Uniti (rock) | 20                |

## Date di pubblicazione
| Paese                 | Data di pubblicazione | Etichetta                   | Formato                   | Edizione                  |
| --------------------- | --------------------- | --------------------------- | ------------------------- | ------------------------- |
| Stati Uniti d'America | 16 agosto 2005        | Immortal, Virgin            | Enhanced CD               | Standard                  |
| Mondo                 | 30 agosto 2005        | Immortal, Virgin            | CD, LP                    | Standard                  |
| Giappone              | 12 dicembre 2005      | Toshiba EMI                 | CD                        | Standard                  |
| Italia                | 14 febbraio 2007      | EMI                         | CD, download digitale     | Standard                  |
| Austria               | 15 febbraio 2007      | EMI                         | CD, download digitale     | Standard                  |
| Germania              | 15 febbraio 2007      | EMI                         | CD, download digitale     | Standard                  |
| Paesi Bassi           | 16 febbraio 2007      | EMI                         | CD, download digitale     | Standard                  |
| Europa                | 16 febbraio 2007      | Virgin                      | CD                        | Standard                  |
| Regno Unito           | 26 febbraio 2007      | Virgin                      | CD, LP, download digitale | Standard                  |
| Nuova Zelanda         | 27 marzo 2007         | Virgin                      | CD                        | Deluxe Edition            |
| Mondo                 | 21 novembre 2006      | Immortal, Virgin, EMI, MTV2 | CD+DVD                    | Deluxe Edition            |
| Mondo                 | 26 novembre 2007      | Immortal, Virgin, EMI, MTV2 | CD+DVD                    | Deluxe Edition (Ristampa) |
| Giappone              | 27 febbraio 2008      | Toshiba EMI                 | CD+DVD                    | Japanese Limited Edition  |